# Église Notre-Dame-de-Lorette de Lanriec
Pour les articles homonymes, voir Église Notre-Dame-de-Lorette.
L'église Notre-Dame-de-Lorette est une église de confession catholique située à Lanriec (commune de Concarneau) en Bretagne (France).

## Historique
Sur le territoire de l'ancienne commune de Lanriec, il existait déjà une chapelle dédié au saint patron de la commune Saint Riec. L'église a donc été placé sous le patronage de Notre-Dame de Lorette. En effet, la Madone de Lorette était invoquée par les paroissiens lors des nombreuses épidémies de peste du XVIe siècle dans la région de Quimper.
La nef a été construite vers 1477 à la même époque que la réfection des remparts de la Ville close de Concarneau. En effet, les armoiries du seigneur du Moros, Yvon de Treanna, qui était chargé de surveiller les travaux de la Ville-Close, sont visibles sur le bâti de l'église.
L'église a failli être démolie au début du XXe siècle mais elle est maintenue après la Loi de séparation des Églises et de l'État en 1905.
L'église, son calvaire et son enclos sont inscrits au titre des monuments historiques par un arrêté du 26 juin 1968.

## Description
L'Église Notre-Dame-de-Lorette construite sue un plan rectangulaire comprend une nef à trois travées avec bas-côtés et un chœur d'un travée. 
Un clocher de type cornouaillais se trouve sur la face ouest. Hormis sur le clocher, l'Église ne comporte aucune sculpture. 
La chapelle possède sur son placître un calvaire en granite, datant probablement du XVIIe siècle, comportant une croix sans christ et quatre marches sur un plan carré.

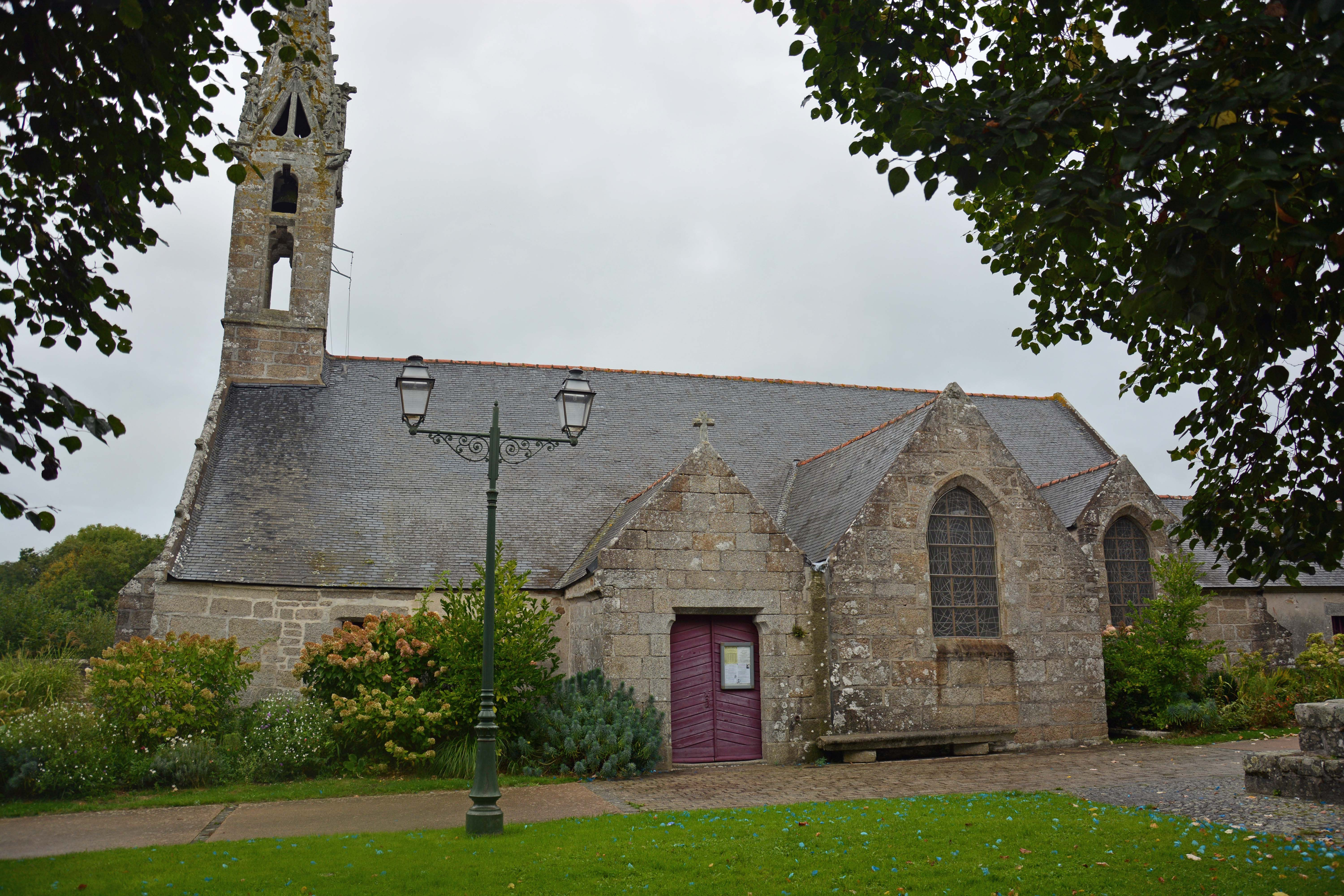
L'église
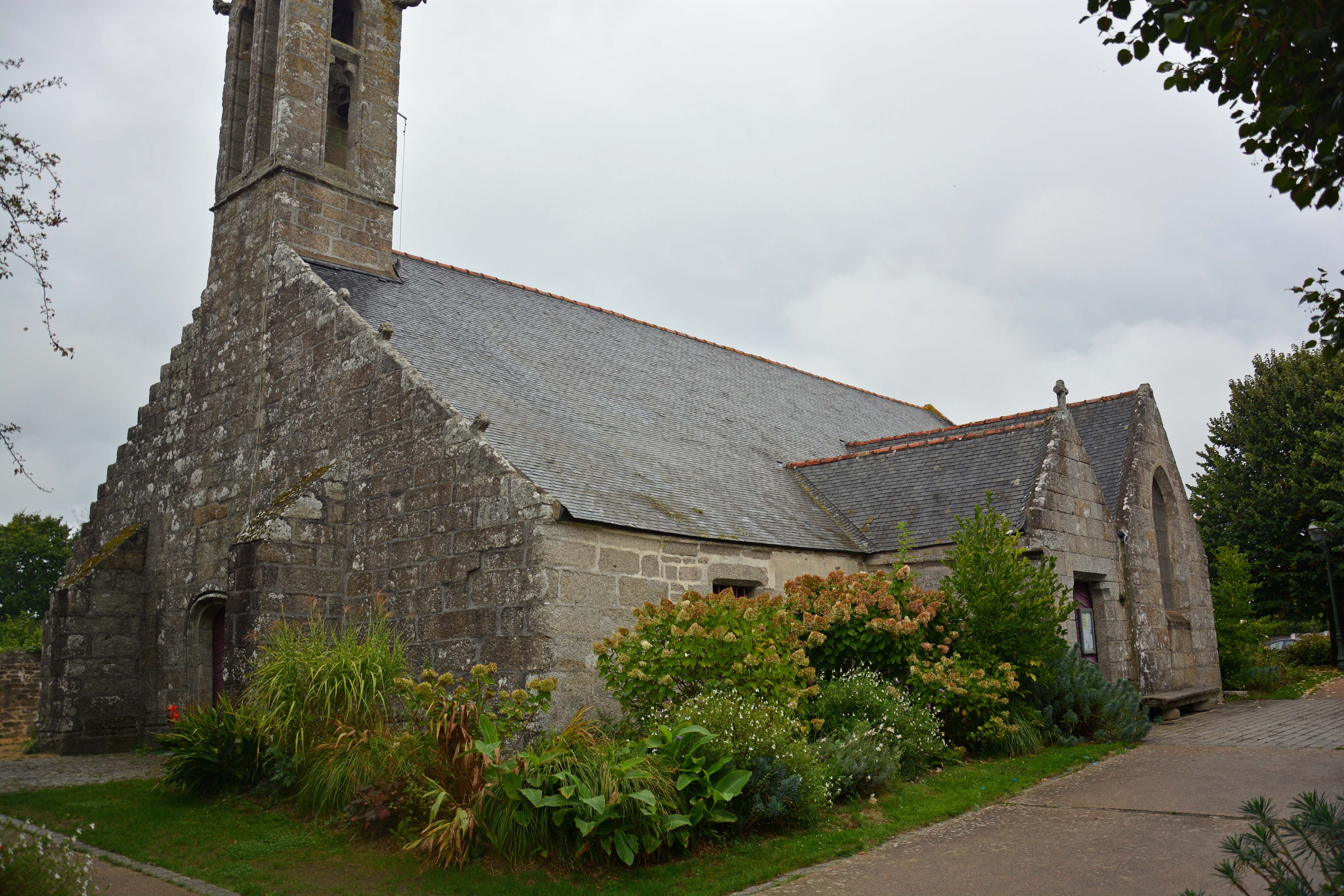
Façade ouest
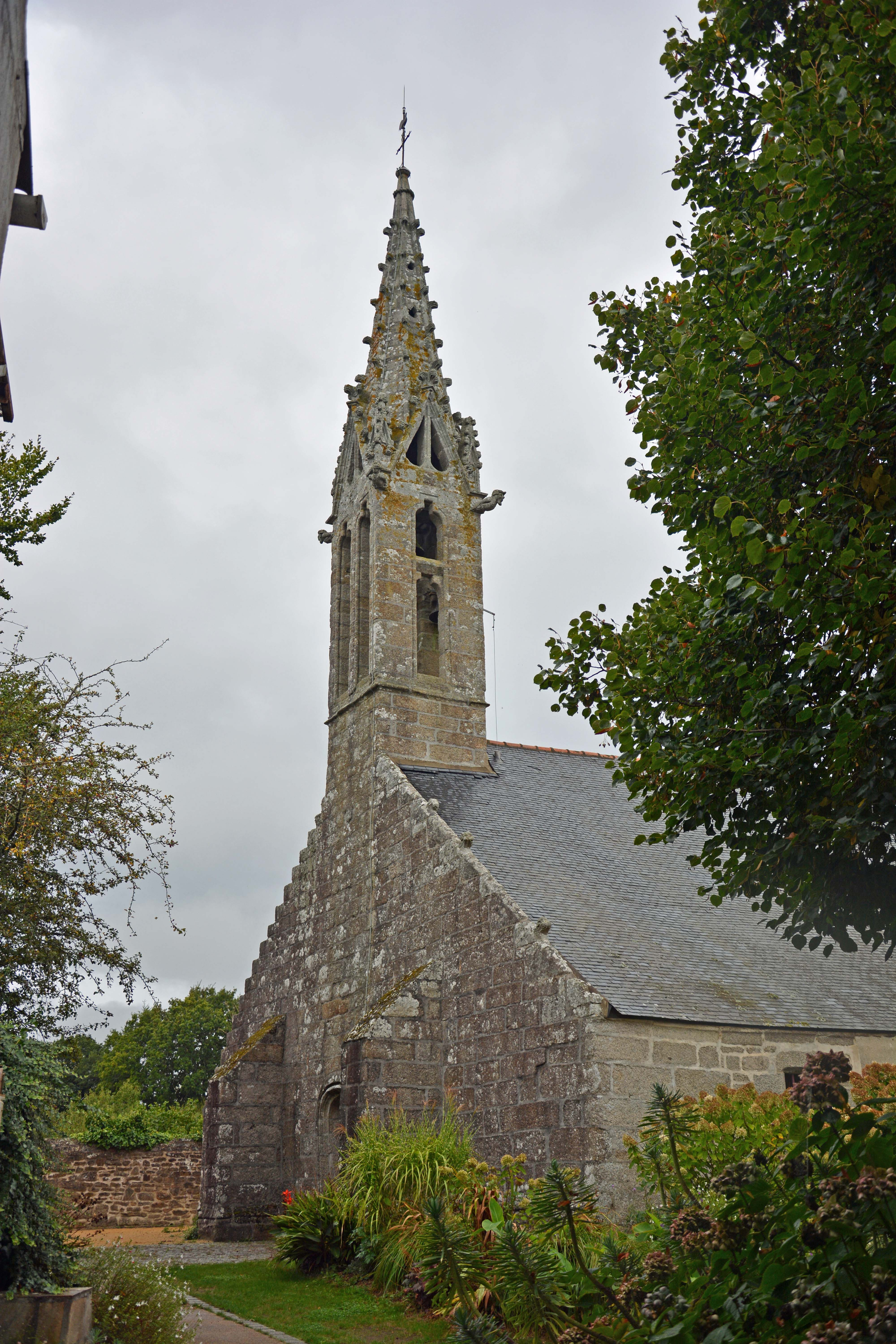
Le clocher
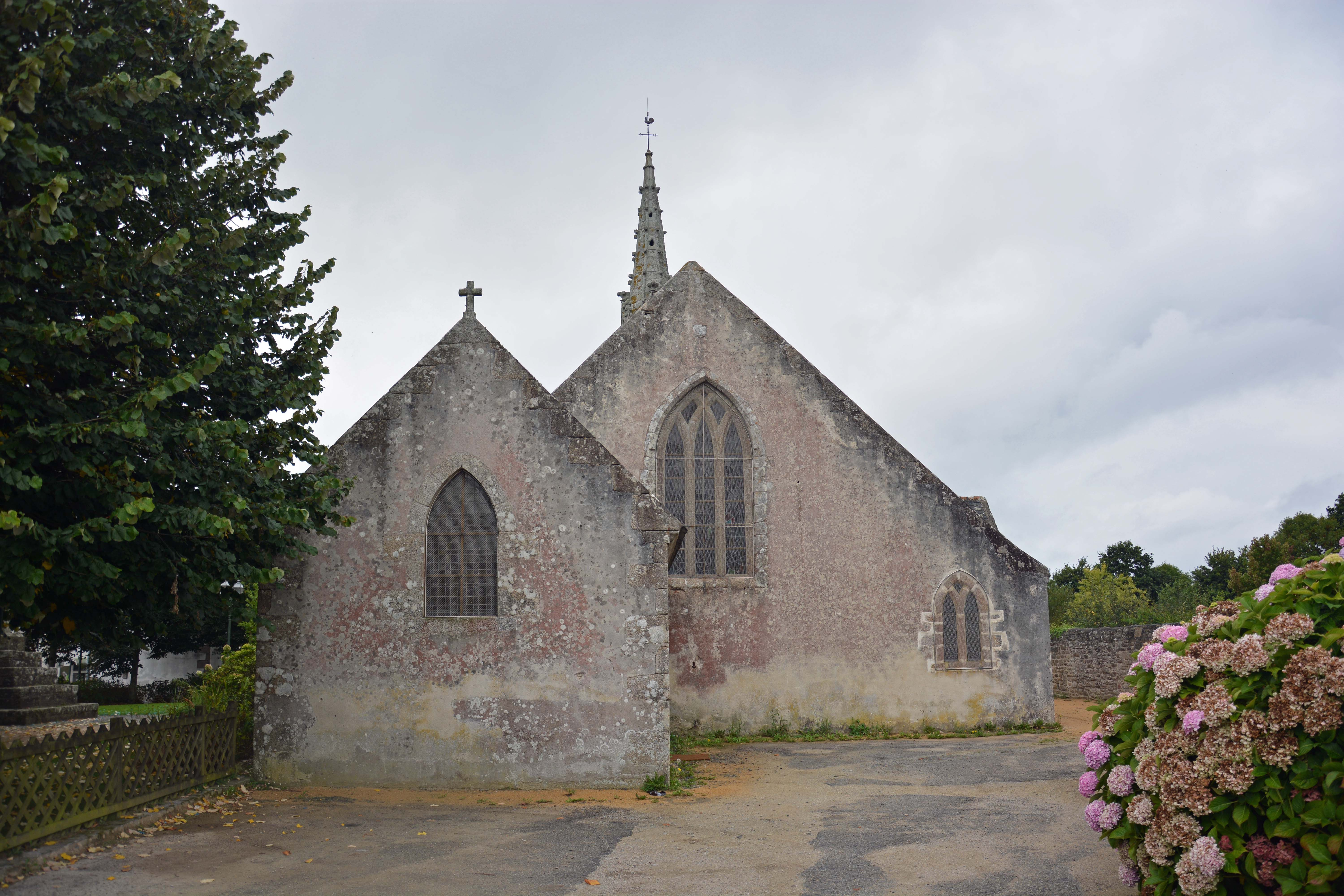
Façade est
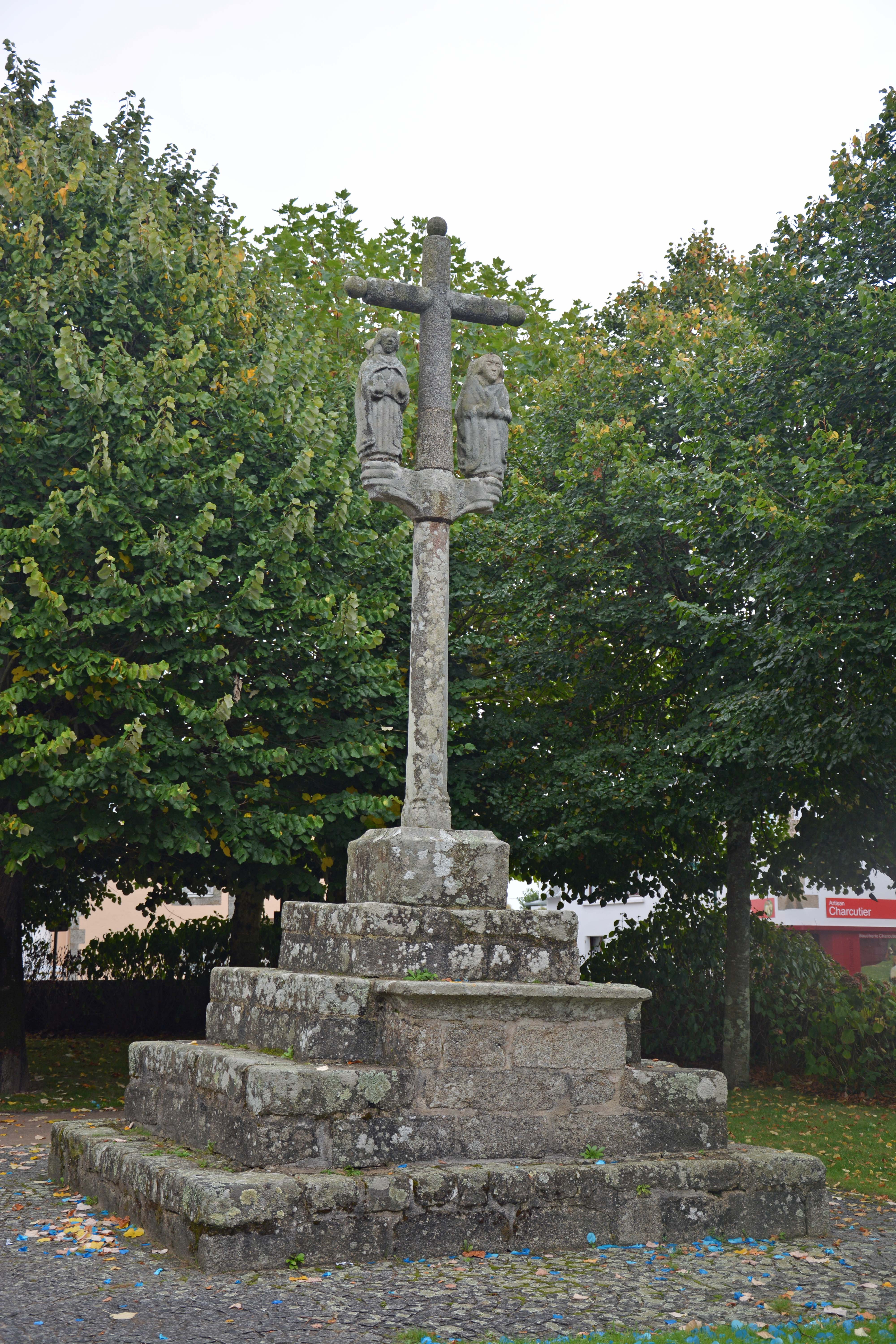
Le calvaire
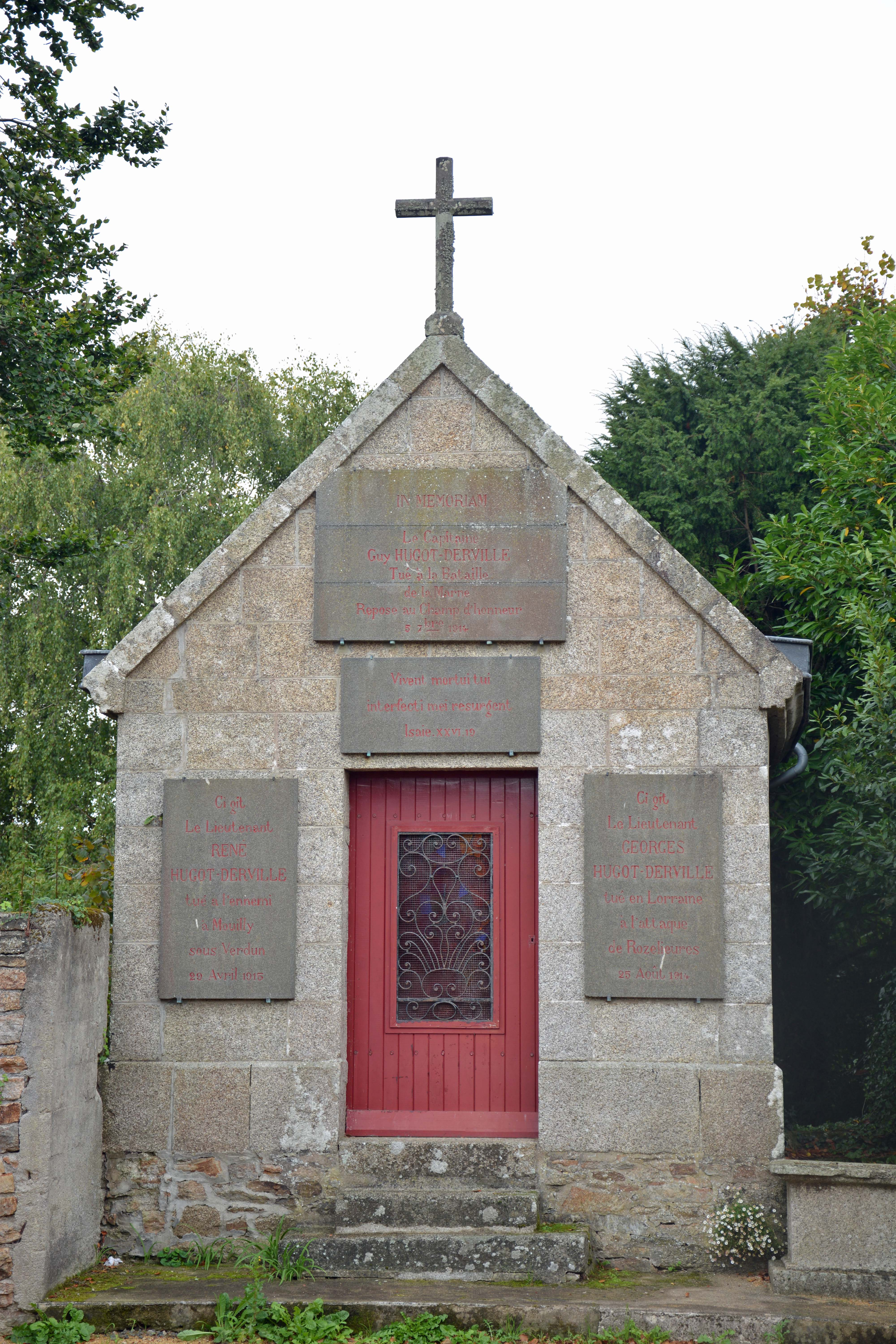
La chapelle